# Dreta de l'Eixample

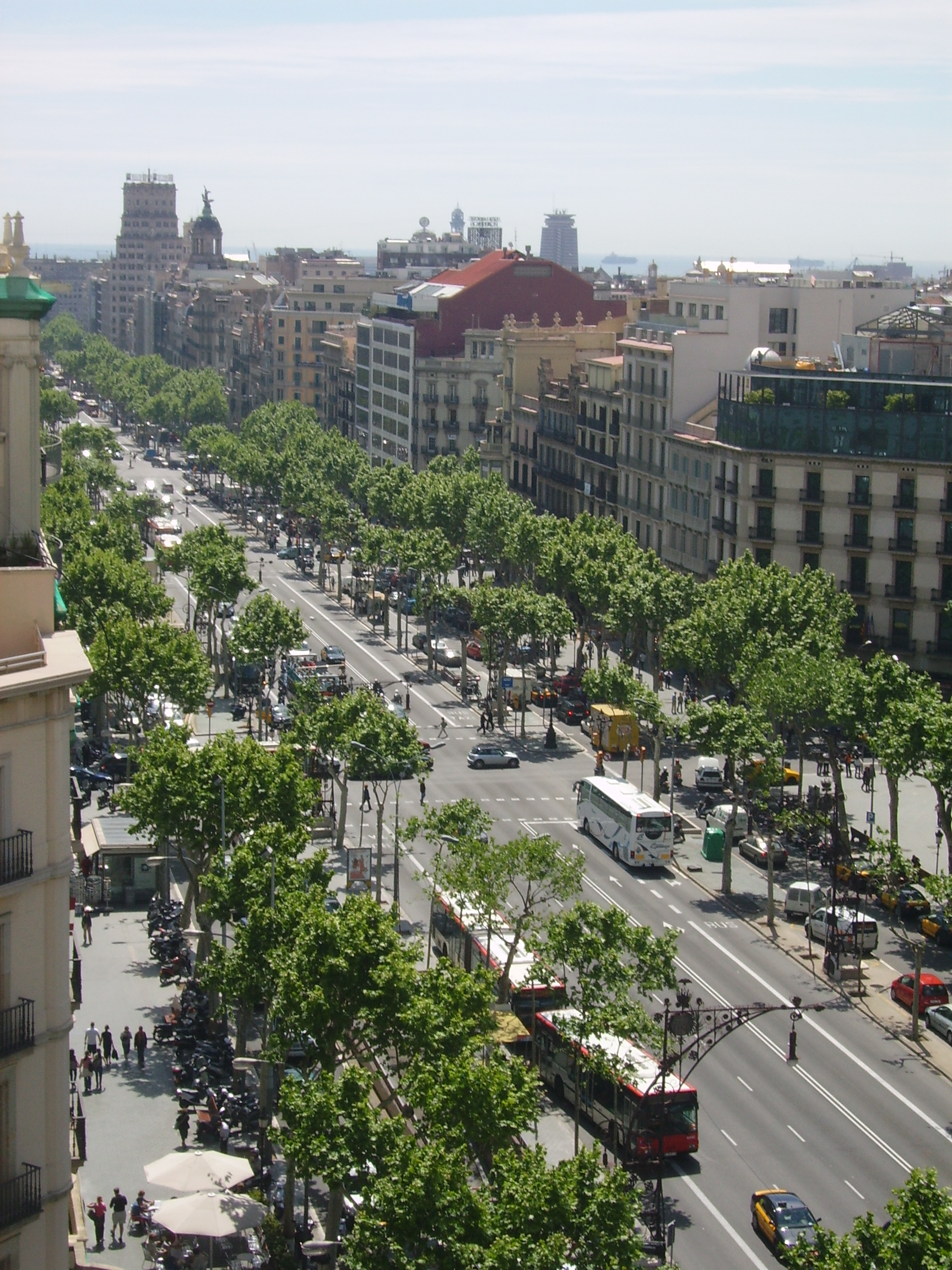
El passeig de Gràcia vist des de la casa Milà

La Dreta de l'Eixample és un barri del districte de l'Eixample de la ciutat de Barcelona. Una de les principals vies del barri és el passeig de Gràcia, al voltant del qual començaren a construir-se les primeres edificacions de tot l'eixample barceloní.
És un dels barris de Barcelona amb la renda per capita més alta de Barcelona, només superat per els barris de Pedralbes i Les Tres Torres
Abasta l'àrea de l'Eixample situada aproximadament entre el passeig de Sant Joan o el carrer de Nàpols per una banda i el carrer de Balmes per l'altra. Limita amb els barris de Sagrada Família, Fort Pienc, i l'Antiga Esquerra de l'Eixample, i els districtes de Gràcia, i Ciutat Vella.
El nom del barri prové de ser part de l'Eixample i estar situat a la dreta del ferrocarril que baixava pel carrer de Balmes, el ferrocarril de Sarrià a Barcelona i que més tard fou soterrat.
A l'inici de la urbanització es construïren cases unifamiliars amb jardí, de les que queden poques mostres, com per exemple les cases dels passatges de Permanyer. La burgesia començà a ocupar l'Eixample, encarregant les construccions als grans arquitectes del moment.